# Премія Рольфа Шока
Премія Рольфа Шока (швед. Rolf Schockprisen) — міжнародна премія, яку вручають у Стокгольмі що два роки починаючи з 1993 року відповідно до заповіту шведського філософа Рольфа Шока (1933–1986).
Премію присуджують у чотирьох номінаціях: логіка і філософія, математика, музика та візуальні мистецтва. Лауреатів у перших двох номінаціях визначає Шведська королівська академія наук, у двох інших — відповідно Шведська королівська академія музики і Королівська академія вільних мистецтв. Лауреат отримує 400 000 шведських крон.

## Лауреати
| Рік  | Логіка і філософія                    | Математика                         | Музика                          | Візуальні мистецтва                                         |
| ---- | ------------------------------------- | ---------------------------------- | ------------------------------- | ----------------------------------------------------------- |
| 1993 | Віллард Квайн (США)                   | Еліас Менахем Стейн (США)          | Інгвар Лідгольм (Швеція)        | Рафаель Монео (Іспанія)                                     |
| 1995 | Майкл Даммітт (Велика Британія)       | Ендрю Джон Вайлс (Велика Британія) | Дьордь Лігеті (Румунія/Австрія) | Клас Ольденбург (США)                                       |
| 1997 | Дана Скотт (США)                      | Мікіо Сато (Японія)                | Йорма Панула (Фінляндія)        | Торстен Андерссон (Швеція)                                  |
| 1999 | Джон Роулз (США)                      | Юрій Манін (Росія)                 | Кронос-квартет (США)            | Herzog & de Meuron Architekten і П'єр де Меврон (Швейцарія) |
| 2001 | Саул Кріпке (США)                     | Елліот Ліб (США)                   | Кайя Сааріаго (Фінляндія)       | Джузеппе Пеноне (Італія)                                    |
| 2003 | Соломон Феферман (США)                | Річард Пітер Стенлі (США)          | Анне Софі фон Оттер (Швеція)    | Сьюзен Ротенберг (США)                                      |
| 2005 | Яакко Гінтікка (Фінляндія)            | Луїс Каффареллі (Аргентина)        | Мауріціо Кагель (Німеччина)     | Кадзуйо Седзіма і Рюе Нісідзава (Японія)                    |
| 2008 | Томас Нагель (Югославія, США)         | Ендре Семереді (Угорщина, США)     | Ґідон Кремер (Латвія)           | Мона Хатум (Велика Британія)                                |
| 2011 | Гіларі Патнем (США)                   | Майкл Ашбахер (США)                | Ендрю Манце (Велика Британія)   | Марлен Дюма (ПАР, Нідерланди)                               |
| 2014 | Дерек Парфіт (Велика Британія)        | Чжан Їтан (США)                    | Герберт Бломстедт (Швеція)      | Анн Лакатон і Жан-Філіпп Вассаль (Франція)                  |
| 2017 | Рут Міллікен (США)                    | Річард Шон (США)                   | Вейн Шортер (США)               | Доріс Сальседо (Колумбія)                                   |
| 2018 | Сахарон Шелах (Ізраїль)               | Рональд Койфман (США)              | Барбара Ганніґан (Канада)       | Андреа Бранці (Італія)                                      |
| 2020 | Даг Правіц і Пер Мартін-Льоф (Швеція) | Микола Макаров (США)               | Дьордь Куртаг (Угорщина)        | Франсіс Аліс (Бельгія)                                      |
| 2022 | Девід Каплан (США)                    | Джонатан Піла (Австралія)          | Вікінгур Олафссон (Ісландія)    | Рем Колгас (Нідерланди)                                     |